# Khongoryn Els
Khongoryn Els (in mongolo: Хонгорын элс) è una distesa di dune del deserto del Gobi, nel sud della Mongolia. Si trova in una stretta valle disposta in direzione nord-ovest/sud-est dell'Altaj del Gobi; si estende per 80 km di lunghezza e tre-cinque chilometri di larghezza. La regione in cui si trova è caratterizzata da un clima continentale con temperature medie di -15 °C a gennaio e +20 °C a luglio e una piovosità media annua di 130 mm. Vi si trovano le cosiddette "dune che cantano", chiamate così perché i venti che vi soffiano producono sorprendenti melodie. Le dune spesso superano i 100 m. di altezza.